# 2024年日本眾議院選舉
第50屆日本眾議院議員總選舉（日语：／ dai gojūkai shūgiin giin sōsenkyo */?）於2024年10月27日舉行，改選日本眾議院全部465個議席，採用小選舉區比例代表並立制。同時舉行的國政選舉尚有最高裁判所裁判官國民審查與參議院岩手縣選區補選。
執政的自民黨在本次選舉，以191席维持众议院最大党的地位，但連同执政联盟成員公明黨總共取得215席，未達過半的233席，相較上次選舉大幅下滑；相對的，在野政黨合計拿下238席，第二大黨立憲民主黨的席位更成長至148席。涉及自民黨政治資金醜聞的46位競選連任者，則有超過半數在本次選舉落馬。这是自民党自2009年以来再次在众议院总选举失利，也是日本自1955年以來首次沒有政黨獲得至少200個席次的選舉。

## 背景
2021年舉行的上一屆眾議院總選舉，自民黨與友黨公明黨取得過半議席，由大選前新當選自民黨總裁的岸田文雄擔任內閣總理大臣（首相）及組閣。在其3年任期內，自民黨內發生政治獻金醜聞，撼動自民黨政府的政治威信，並直接導致岸田內閣的支持率下跌。岸田最終在2024年8月宣布放棄競選連任自民黨總裁。
2024年9月27日舉行的自民黨總裁選舉，創紀錄的有9人競逐，最終由前自民黨幹事長石破茂出線，隨後於10月1日組閣；而最大在野黨立憲民主黨在此前不久舉行的代表（黨魁）選舉，由曾在2011年拜相的野田佳彥當選。
在自民黨總裁選舉後，部分日本媒體認為石破會在10月1日就任首相後不久解散國會，並在11月時進行眾議院選舉。9月30日，石破正式對外宣布，将於10月9日解散眾議院，15日公示，并于27日舉行投、開票。眾議院解散後的記者會上，石破將此次解散稱為「日本創生解散」。
本次為小選舉區「10增10減」（東京都5增；神奈川2增，埼玉、千葉、愛知各1增；宮城、福島、新潟、滋賀、和歌山、岡山、廣島、山口、愛媛、長崎各1減）、比例區「3增3減」（東京2增；南關東1增；東北、北陸信越、中國各1減）後的首次眾議院總選舉 。

## 各政黨動向

### 自由民主黨
2024年10月2日，代表東京都第23區現任議員小倉將信以身體健康為由，宣布不參選下次眾議院選舉。
9月30日，代表福島縣第2區的現任議員根本匠宣布不再競選連任，之後自民黨福島縣連宣布提名其長子根本拓接棒參選，並會盡快向中央黨部申請。
9月25日，代表千葉縣第10區的現任議員林幹雄宣布不再競選連任，之後自民黨千葉縣連宣布提名時任千葉縣議會議員小池正昭參選，並會盡快向中央黨部申請。
10月6日，代表愛知縣第10區的現任議員江崎鐵磨宣布不再競選連任其政策秘書若山慎司表態參選，愛知縣自由民主黨愛知縣縣連將向黨本部申請正式承認。
10月6日，內閣總理大臣兼任自由民主黨總裁石破茂宣布在這屆眾議院選舉中，不會正式承認在自民黨政治資金醜聞中被暫停黨籍的黨籍身分，同時針對自民黨政治資金醜聞中部分不實記載的議員，不論是否有懲處將禁止他們雙重候補。
10月6日，自由民主黨公布於下屆眾議院選舉，不被承認黨籍的議員分別有埼玉縣第13區的三林裕巳、東京都第11區的下村博文、東京都第17區的平澤勝榮、東京都第24區的萩生田光一、福井縣第2區的高木毅、兵庫縣第9區的西村康稔。

10月9日，自由民主黨追加6名不被承認黨籍候選資格的候選人，分別為福島縣第3區的菅家一郎、埼玉縣第6區的中根一幸、東京都第6區的越智隆雄、東京都第9區的今村洋史、東京都第21區的小田原潔、新潟縣第2區的細田健一。而東京都第6區的越智隆雄已於10月7日表態不會參與下一次的眾議院選舉。

### 公明黨
10月3日公明黨中央幹事會正式承認，眾議院比例代表的12位新人，包含：北海道比例代表區提名齊道勇太、東北比例代表區提名佐佐木伸和、北關東比例代表區提名大塚英樹、南關東比例代表區提名豊澤健兒、北陸信越比例代表區提名田島公一、東海比例代表區提名丹後政明、近畿比例代表區提名大山一平、藤田將一、中國比例代表區提名芳田幸代、四國比例代表區提名久榮正志、九州比例代表區提名小野光久、時任伸一。
公明黨推薦兩名不被自由民主黨公認的現職議員，分別為兵庫縣第9區的西村康稔以及埼玉縣第13區的三林裕巳。

### 立憲民主黨
在石破茂宣佈將舉行大選後，立憲民主黨代表野田佳彥批評他尚未上任首相就宣佈舉行大選，是「不尊重國會」。10月3日野田佳彥在國會與日本維新會代表馬場伸幸及國民民主黨代表玉木雄一郎進行會談，針對10月15日正式公告眾議院選舉及針對日本自民黨政治資金醜聞議員選區的在野黨整合進行討論。會後，野田佳彥向記者強調，他願意就候選人協調問題「繼續真誠對話」。馬場伸幸也回應記者採訪並解釋說，如果他要提名涉事議員所在選區的候選人，他已向民眾傳達了他打算提前與立憲民主黨協商的意向。但對撤回日本維新會已派出的候選人的想法表示反對。另一方面，國民民主黨代表玉木雄一郎再次呼籲立憲民主黨不要在已經被日本劳动组合总联合会推薦的國民民主黨候選人選區提名候選人。並說這是兩黨進行談判，以統一候選人的先決條件。

10月4日，立憲民主黨的本庄知史議員（千葉縣第8區選出），針對日本共產黨於千葉縣內14個小選舉區提名的行為進行批評。「他們為什麼要這樣做？如果自民黨獲勝，就會有更多人想要修改憲法。這樣可以嗎？」。
10月5日，立憲民主黨廣島縣連宣布於廣島縣第1區、廣島縣第6區分別提名平本浩一及井上信也參選。
10月6日，立憲民主黨決定提名時任和歌山市市議員新古祐子參選和歌山縣第2區。新古祐子在2023年4月的和歌山市議會選舉是日本維新會公認候選人，並成功當選。後受到日本維新會的離黨勸告。

### 日本維新會
原本預定參選兵庫縣第8區的清水貴之參議員，宣布改為參選11月17日舉行的兵庫縣知事選舉。
原本預定參選愛知縣第16區的刀禰勝之、岐阜縣第4區的伊藤幸一、佐賀縣第1區的久保田將誠，陸續宣布退選。
10月6日被日本維新會暫停黨籍的大阪府第9區現職議員足立康史宣布退選並退出政壇，原因是日本維新會決定於大阪府第9區提名另外一位候選人。

### 日本共產黨
10月1日，日本共產黨神奈川縣委員會宣布在神奈川縣第1區、2區、3區、11區、12區提出候選人，同時神奈川縣第3區的候選人、黨縣青年學生部長横山征吾，在南關東比例代表區重複提名。
10月5日，日本共產黨東京都委員會宣布於東京都第16區提名黨都委員宮本榮氏參選。

10月10日，日本共產黨神奈川縣委員會公布新一輪提名分別在神奈川縣第5區、6區、13區提名候選人。

### 國民民主黨
國民民主黨廣島縣連與立憲民主黨廣島縣連達成合作，廣島縣第2區、廣島縣第4區由國民民主黨提出候選人，廣島縣其餘選舉區都已提名立憲民主黨候選人，但國民民主黨已經放棄於廣島縣第4區提出候選人，並且通報立憲民主黨。
國民民主黨10月7日透露，將會在廣島縣第2區提名原國會議員秘書福田玄參選，近日黨中央就會做成決議，他將是國民民主黨在廣島縣6個選舉區唯一一位公認候選人。

### 令和新選組
10月7日令和新選組公布新一輪提名候選人。
10月14日令和新選組公布新一輪比例代表候選人。眾議院比例代表的6位新人，包含：北關東比例代表區提名前田健司、南關東比例代表區提名竹内雅浩、東京比例代表區提名赤木善美、北陸信越比例代表區提名井田克一、近畿比例代表區提名岡田哲扶、九州比例代表區提名吉度模彌。

### 都民第一會
10月11日，東京地域政黨同時也是東京都的執政黨都民第一會代表森村隆行表示將在這次選舉中支持國民民主黨的候選人。

### 與大家一起創造黨
10月12日與大家一起創造黨公布第一波提名人選，其黨首大津綾香參選東京比例代表區。
10月14日與大家一起創造黨變更提名，黨首大津綾香變更參選至東京都第9區。

### 日本保守黨
日本保守党是2023年由作家百田尚樹成立的政治團體。10月4日該團體公布第一輪提名候選人名單，分別為愛知縣第1區、4區、5區、15區，其中愛知1區候選人為現任名古屋市市長河村隆之。而黨代表百田尚樹將在近畿比例代表區參選。

### 實現教育無償化之會
實現教育無償化之會代表前原誠司在10月1日宣布將會與其他三名議員加入日本維新會，10月3日雙方黨代表進行共同記者會證實。
原屬國民民主黨的南關東比例代表區眾議員鈴木敦，後與前原誠司一同建立實現教育無償化之會，但是在神奈川縣第18區的提名中與日本維新會發生衝突，在10月1日傳出將加入日本維新會的消息中並不包含鈴木敦。10月3日清晨傳出將加入參政黨並且參選南關東比例代表區，並於同天下午召開記者會正式宣布此消息。

## 概要

### 目前眾議院席次
截至2024年（令和六年）10月9日，眾議院解散前的席次分佈如下：
| 政黨     | 政黨       | 眾議院席次   | 眾議院席次     |
| 政黨     | 政黨       | 上屆當選席次 | 選前席次       |
| -------- | ---------- | ------------ | -------------- |
|          | 自由民主党 | 261          | 256            |
|          | 立憲民主黨 | 96           | 97             |
|          | 日本維新會 | 41           | 44             |
|          | 公明黨     | 32           | 32             |
|          | 日本共產黨 | 10           | 10             |
|          | 國民民主黨 | 11           | 7              |
|          | 令和新選組 | 3            | 3              |
|          | 社會民主黨 | 1            | 1              |
|          | 参政黨     | 新政黨       | 1              |
|          | 無黨籍     | 10           | 14(含正副議長) |
| 席位總數 | 席位總數   | 465          | 465            |

### 各政黨提名人數
| 各政黨提名單一選區候選人                                                                |
| --------------------------------------------------------------------------------------- |
| 執政聯盟 [ a ] 立憲民主黨 日本維新會 國民民主黨 日本共產黨 令和新選組 社會民主黨 參政黨 |
| Reference （页面存档备份，存于）                                                        |

截至2024年（令和六年）10月15日公示日，國政政黨提名候選人人數如下：
| 政黨 | 政黨       | 提名候選人人數 |
| ---- | ---------- | -------------- |
|      | 自由民主党 | 266            |
|      | 立憲民主黨 | 207            |
|      | 日本維新會 | 163            |
|      | 公明黨     | 11             |
|      | 日本共產黨 | 213            |
|      | 國民民主黨 | 41             |
|      | 令和新選組 | 19             |
|      | 社會民主黨 | 10             |
|      | 参政黨     | 84             |

## 民意調查

上屆總選舉（2021年）以來各政黨的民調支持度推移
自由民主黨（LDP）
立憲民主黨（CDP）
日本維新會（NIK）
公明黨（KMT）
日本共產黨（JCP）
國民民主黨（DPP）
令和新選組（REI）
参政党（DIY）
與大家一起創造黨（NHK）

### 議席分佈推測
根據《朝日新聞》、《產經新聞》及共同社等多家日本國內媒體的民意調查結果，執政自民黨受到政治獻金醜聞等因素拖累下，可能會在此次大選失去約50席，而自公聯合政府能否掌握過半數議席仍是未知之數，屆時自公聯盟可能要聯同其他在野黨籌組聯合政府。日本中央大學法學部教授中北浩爾認為，若果自民黨拿不到超過200席，黨內可能會出現要求石破茂問責的聲音，美國《福布斯》雜誌甚至質疑石破茂會否成為前英國首相卓慧思的翻版，上任沒多久就黯然下臺。
| 分析者                            | 傳媒                                | 日期               | 自民         | 立民         | 維新           | 公明      | 日共      | 國民      | 令和      | 參政    | 社民    | 大創 | 獨立 或 其他 | 自民黨 多數 所需 | 執政黨 議席 | 在野黨 議席 | 自公 多數 所需 |   |    |    |     |     |     |
| --------------------------------- | ----------------------------------- | ------------------ | ------------ | ------------ | -------------- | --------- | --------- | --------- | --------- | ------- | ------- | ---- | ------------ | ---------------- | ----------- | ----------- | -------------- | - | -- | -- | --- | --- | --- |
| 分析者                            | 傳媒                                | 日期               | 實際選舉結果 | 實際選舉結果 | 2024年10月27日 | 191       | 148       | 38        | 24        | 8       | 28      | 9    | 獨立 或 其他 | 自民黨 多數 所需 | 3           | 1           | 自公 多數 所需 | 0 | 15 | 42 | 215 | 250 | –18 |
| 產經新聞 （页面存档备份，存于）   | 產經新聞 （页面存档备份，存于）     | 2024年10月19至20日 | ~196         | ~148         | <43            | ~22       | >10       | ~22       | >3        | –       | –       | –    | –            | –                | ~218        | ~247        | –17            |   |    |    |     |     |     |
| 朝日新聞 （页面存档备份，存于）   | 朝日新聞 （页面存档备份，存于）     | 2024年10月19至20日 | 200 (144+56) | 138 (97+41)  | 38 (19+19)     | 25 (5+20) | 12 (1+11) | 21 (7+14) | 11 (0+11) | 2 (0+2) | 1 (1+0) | –    | 17 (15+2)    | –33              | 225         | 240         | –8             |   |    |    |     |     |     |
| 三浦博史 （页面存档备份，存于）   | BS11                                | 2024年10月18日     | 235 (170+65) | 118 (77+41)  | 38 (13+25)     | 29 (8+21) | 9 (0+9)   | 12 (5+7)  | 5 (0+5)   | 1 (0+1) | 2 (1+1) | –    | 16 (15+1)    | 2                | 264         | 201         | 31             |   |    |    |     |     |     |
| 讀賣新聞                          | 日本經濟新聞 （页面存档备份，存于） | 2024年10月15至16日 | 231 (167+64) | 130 (85+45)  | 32 (17+15)     | 30 (7+23) | 12 (1+11) | 12 (5+7)  | 6 (0+6)   | 1 (0+1) | 2 (1+1) | –    | 9 (6+3)      | –2               | 261         | 204         | 28             |   |    |    |     |     |     |
| 每日新聞 （页面存档备份，存于）   | 每日新聞 （页面存档备份，存于）     | 2024年10月15至16日 | 203–250      | 117–163      | 28–34          | 24–29     | 5–6       | 13–20     | 6         | 0       | 1       | –    | 12–14        | –                | 227–279     | 182–244     | –              |   |    |    |     |     |     |
| 野上忠興 （页面存档备份，存于）   | 日刊現代                            | 2024年10月15日     | 202 (148+54) | 150 (99+51)  | 49 (21+28)     | 28 (8+20) | 10 (1+9)  | 11 (4+7)  | 4 (0+4)   | 1 (0+1) | 2 (1+1) | –    | 8 (7+1)      | –31              | 230         | 235         | –3             |   |    |    |     |     |     |
| 松田馨 （页面存档备份，存于）     | Zakzak                              | 2024年10月8日      | 226 (165+61) | 122 (79+43)  | 45 (19+26)     | 29 (8+21) | 11 (1+10) | 11 (4+7)  | 5 (0+5)   | 2 (0+2) | 1 (1+0) | –    | 13 (12+1)    | –7               | 255         | 210         | 22             |   |    |    |     |     |     |
| 野上忠興 （页面存档备份，存于）   | 日刊現代                            | 2024年10月6日      | 202 (147+55) | 148 (97+51)  | 54 (26+28)     | 25 (5+20) | 10 (1+9)  | 12 (5+7)  | 4 (0+4)   | 0       | 2 (1+1) | –    | 8 (7+1)      | –31              | 227         | 238         | –6             |   |    |    |     |     |     |
| 久保田正志 （页面存档备份，存于） | 週刊文春                            | 2024年10月3日      | 219 (147+72) | 131 (94+37)  | 50 (24+26)     | 25 (6+19) | 10 (1+9)  | 11 (4+7)  | 6 (0+6)   | 0 (0+0) | 1 (1+0) | –    | 12 (12+0)    | –14              | 244         | 221         | 11             |   |    |    |     |     |     |
| 松田馨 （页面存档备份，存于）     | Zakzak                              | 2024年5月27日      | 205 (149+56) | 151 (102+49) | 45 (20+25)     | 25 (5+20) | 10 (1+9)  | 10 (5+5)  | 6 (0+6)   | 4 (0+4) | 1 (1+0) | –    | 8 (6+2)      | –28              | 230         | 235         | –3             |   |    |    |     |     |     |
| 野上忠興 （页面存档备份，存于）   | 日刊現代                            | 2024年5月5日       | 184 (133+51) | 161 (114+47) | 58 (25+33)     | 23 (3+20) | 11 (1+10) | 10 (5+5)  | 6 (0+6)   | 1 (0+1) | 2 (1+1) | –    | 9 (7+2)      | –49              | 207         | 258         | –26            |   |    |    |     |     |     |
| 上屆選舉結果                      | 上屆選舉結果                        | 2021年10月31日     | 259 (187+72) | 96 (57+39)   | 41 (16+25)     | 32 (9+23) | 10 (1+9)  | 11 (6+5)  | 3 (0+3)   | 0       | 1 (1+0) | 0    | 12 (12+0)    | 26               | 291         | 174         | 58             |   |    |    |     |     |     |

## 選舉結果

### 選區結果一覽
|      |              |              |            |            |            |            |            |           |            |            |
| ---- | ------------ | ------------ | ---------- | ---------- | ---------- | ---------- | ---------- | --------- | ---------- | ---------- |
| 政黨 | 自由民主黨   | 立憲民主黨   | 日本維新會 | 國民民主黨 | 公明黨     | 令和新選組 | 日本共產黨 | 參政黨    | 日本保守黨 | 社會民主黨 |
| 政黨 |              |              |            |            |            |            |            |           |            |            |
| 黨魁 | 石破茂       | 野田佳彥     | 馬場伸幸   | 玉木雄一郎 | 石井啓一   | 山本太郎   | 田村智子   | 神谷宗幣  | 百田尚樹   | 福島瑞穂   |
| 黨魁 |              |              |            |            |            |            |            |           |            |            |
| 席位 | 191 (41.02%) | 148 (31.82%) | 38 (8.17%) | 28 (6.02%) | 24 (5.16%) | 9 (1.93%)  | 8 (1.72%)  | 3 (0.65%) | 3 (0.65%)  | 1 (0.22%)  |
| 席位 | 191 / 465    | 148 / 465    | 38 / 465   | 28 / 465   | 24 / 465   | 9 / 465    | 8 / 465    | 3 / 465   | 3 / 465    | 1 / 465    |

### 選後議席
| 191        | 24     | 36   | 28         | 38         | 148        |
| 自由民主黨 | 公明黨 | 其他 | 國民民主黨 | 日本維新會 | 立憲民主黨 |

### 政黨席次一覽

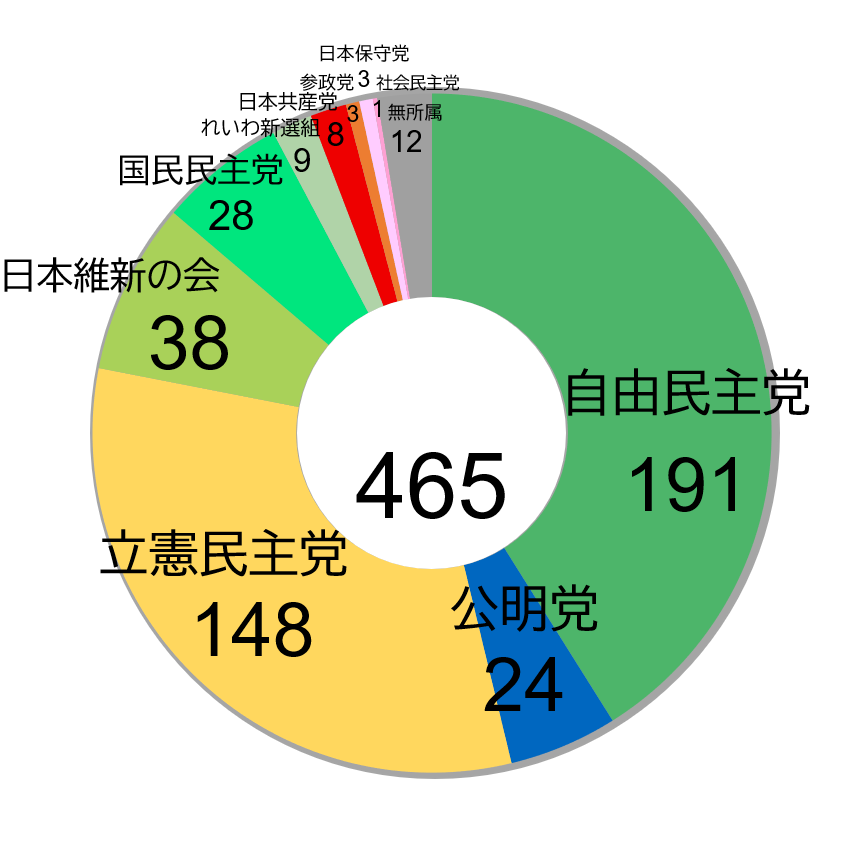
各政黨席次

政黨席次率
政黨得票率(小選舉區)
政黨得票率(比例代表)
|                                                                                         |                        |                        |                        |                        |                 |          |                 |                 |          |           |  |
| 政黨                                                                                    | 政黨                   | 獲得 議席              | 増減 (+/-)             | 小選舉區               | 小選舉區        | 小選舉區 | 比例代表        | 比例代表        | 比例代表 | 選前 席次 |  |
| 政黨                                                                                    | 政黨                   | 獲得 議席              | 増減 (+/-)             | 議席                   | 得票数          | 得票率   | 議席            | 得票数          | 得票率   | 選前 席次 |  |
| 執政黨                                                                                  | 執政黨                 | 215                    | ▼64                    | 136                    | 21,598,163.299  | 39.81%   | 79              | 20,547,105.000  | 37.67%   | 279       |  |
|                                                                                         | 自由民主黨             | 191                    | ▼56                    | 132                    | 20,867,762.299  | 38.46%   | 59              | 14,582,690.000  | 26.73%   | 247       |  |
|                                                                                         | 公明黨                 | 24                     | ▼8                     | 4                      | 730,401.000     | 1.35%    | 20              | 5,964,415.000   | 10.93%   | 32        |  |
| 在野黨及無黨籍                                                                          | 在野黨及無黨籍         | 250                    | ▲64                    | 153                    | 32,435,117.000  | 59.77%   | 97              | 32,814,754.000  | 60.16%   | 186       |  |
|                                                                                         | 立憲民主黨             | 148                    | ▲50                    | 104                    | 15,740,860.279  | 29.01%   | 44              | 11,564,221.826  | 21.20%   | 98        |  |
|                                                                                         | 日本維新會             | 38                     | ▼6                     | 23                     | 6,048,103.652   | 11.15%   | 15              | 5,105,127.000   | 9.36%    | 44        |  |
|                                                                                         | 國民民主黨             | 28                     | ▲21                    | 11                     | 2,349,583.745   | 4.33%    | 17              | 6,172,434.284   | 11.32%   | 7         |  |
|                                                                                         | 令和新選組             | 9                      | ▲6                     | 0                      | 425,445.111     | 0.78%    | 9               | 3,805,060.000   | 6.98%    | 3         |  |
|                                                                                         | 日本共產黨             | 8                      | ▼2                     | 1                      | 3,695,806.959   | 6.81%    | 7               | 3,362,966.000   | 6.16%    | 10        |  |
|                                                                                         | 參政黨                 | 3                      | ▲2                     | 0                      | 1,357,189.159   | 2.50%    | 3               | 1,870,347.000   | 3.43%    | 1         |  |
|                                                                                         | 日本保守党             | 3                      | ▲3                     | 1                      | 95,613.000      | 0.18%    | 2               | 1,145,622.000   | 2.10%    | 0         |  |
|                                                                                         | 社会民主黨             | 1                      | ━                      | 1                      | 283,287.429     | 0.52%    | 0               | 934,598.000     | 1.71%    | 1         |  |
|                                                                                         | 其餘政黨               | 0                      | ━                      | 0                      | 73,030.248      | 0.13%    | 0               | 42,239.000      | 0.07%    | 0         |  |
|                                                                                         | 無黨籍                 | 12                     | ▼10                    | 12                     | 2,534,571.071   | 4.67%    | 不適用          | 不適用          | 不適用   | 22        |  |
|                                                                                         | 空缺                   | 空缺                   | 0                      | 0                      |                 |          |                 |                 |          | 0         |  |
| 總計                                                                                    | 總計                   | 465                    | ━                      | 289                    | 54,261,877.952  | 100.00%  | 176             | 54,549,720.110  | 100.00%  | 465       |  |
| 有效票數                                                                                | 有效票數               | 有效票數               | 有效票數               | 有效票數               | 54,261,878.000  | 97.01%   |                 | 54,549,722.000  | 97.53%   |           |  |
| 無效票數                                                                                | 無效票數               | 無效票數               | 無效票數               | 無效票數               | 1,672,577.000   | 2.99%    | 1,379,079.000   | 2.47%           |          |           |  |
| 投票總數                                                                                | 投票總數               | 投票總數               | 投票總數               | 投票總數               | 55,934,455.000  | －       |                 | 55,928,801.000  | －       |           |  |
| 不足数                                                                                  | 不足数                 | 不足数                 | 不足数                 | 不足数                 | 1,287.000       | －       | 2,098.000       | －              |          |           |  |
| 投票者数（投票率）                                                                      | 投票者数（投票率）     | 投票者数（投票率）     | 投票者数（投票率）     | 投票者数（投票率）     | 55,935,742.000  | 53.85%   |                 | 55,930,899.000  | 53.84%   |           |  |
| 国内投票者数（投票率）                                                                  | 国内投票者数（投票率） | 国内投票者数（投票率） | 国内投票者数（投票率） | 国内投票者数（投票率） | 55,918,454.000  | 53.88%   | 55,913,496.000  | 53.87%          |          |           |  |
| 在外投票者数（投票率）                                                                  | 在外投票者数（投票率） | 在外投票者数（投票率） | 在外投票者数（投票率） | 在外投票者数（投票率） | 17,288.000      | 18.11%   | 17,403.000      | 18.23%          |          |           |  |
| 棄權者數（棄權率）                                                                      | 棄權者數（棄權率）     | 棄權者數（棄權率）     | 棄權者數（棄權率）     | 棄權者數（棄權率）     | 47,945,007.000  | 46.15%   |                 | 47,949,850.000  | 46.16%   |           |  |
| 國內棄權者數（棄權率）                                                                  | 國內棄權者數（棄權率） | 國內棄權者數（棄權率） | 國內棄權者數（棄權率） | 國內棄權者數（棄權率） | 47,866,823.000  | 46.12%   | 47,871,781.000  | 46.13%          |          |           |  |
| 國外棄權者數（棄權率）                                                                  | 國外棄權者數（棄權率） | 國外棄權者數（棄權率） | 國外棄權者數（棄權率） | 國外棄權者數（棄權率） | 78,184.000      | 81.89%   | 78,069.000      | 81.77%          |          |           |  |
| 選民數                                                                                  | 選民數                 | 選民數                 | 選民數                 | 選民數                 | 103,880,749.000 | 100.00%  |                 | 103,880,749.000 | 100.00%  |           |  |
| 國內選民數（占比）                                                                      | 國內選民數（占比）     | 國內選民數（占比）     | 國內選民數（占比）     | 國內選民數（占比）     | 103,785,277.000 | 99.91%   | 103,785,277.000 | 99.91%          |          |           |  |
| 國外選民數（占比）                                                                      | 國外選民數（占比）     | 國外選民數（占比）     | 國外選民數（占比）     | 國外選民數（占比）     | 95,472.000      | 0.09%    | 95,472.000      | 0.09%           |          |           |  |
| 出典：令和６年１０月２７日執行 衆議院議員総選挙・最高裁判所裁判官国民審査結果調（速報） |                        |                        |                        |                        |                 |          |                 |                 |          |           |  |

## 選後分析
| 政黨得票率(比例代表)                                                                                         |
| --- |
| 執政聯盟 自由民主黨 立憲民主黨 國民民主黨 公明黨 日本維新會 令和新選組 日本共產黨 參政黨 日本保守黨 領先政黨 |

此次選舉的投票率為53.84%，比2021年低約兩個百分點，為二戰後第三低。而女性候選人數量創下歷史新高，達到73人，佔眾議院總成員數的16%。 

### 執政聯盟
執政的自公聯盟自2009年以來首次失去過半數席次。儘管自民黨仍為最大政黨，但該聯盟未能達到過半所需的233席，只取得215席。首相石破茂表示，他「謙遜且嚴肅地」接受選民的「嚴厲判斷」，並承諾將致力於使政黨更符合人民的意願。
在共同社的出口民調中，74%的選民在投票時考慮了關於政治資金醜聞的因素，其中68%的自民黨支持者也持相同看法。公明黨黨首石井啟一也指出，向涉及醜聞的候選人所屬黨支部支付2000萬日圓的款項「對選舉活動產生了重大影響」。

#### 自民黨
由於派閥的政治資金引發的黑金問題，以及選舉期間曝出的向非公認候選人支付2000萬日元等事件影響，該黨自1955年建黨以來僅獲得第2低的191席，較公示前的247席大幅減少，遭遇慘敗。
在此次選舉中，自民黨在大阪府的選區全面敗於日本維新會的候選人，甚至在長期以來被視為「保守王國」的新潟縣選區也無一勝出。此外，至少有兩位自民黨內閣閣員落選，分別是法務大臣牧原秀樹和農林水產大臣小里泰弘。牧原於埼玉縣第5區不敵前立憲民主黨黨首枝野幸男，而小里則在鹿兒島縣第3區失利，而復興大臣伊藤忠彦則因國民民主黨名單候選人不足的情況下，透過比例代表制補位成功留任。
多位有閣僚或重要職位經歷的候選人也未能保住席次，包括前眾議院副議長衛藤征士郎、前幹事長甘利明、前文部科學大臣盛山正仁、前環境大臣伊藤信太郎、前環境大臣西村明宏、前復興大臣渡邊博道、前總務大臣鈴木淳司與武田良太、前農林水產大臣山本有二等人。此外，試圖從參議院轉戰眾議院的前環境大臣丸川珠代也未能當選。
受政治資金醜聞影響，無法以比例代表參選的34名候選人中，僅有15人成功當選，另有19人未能當選。此外，比例代表的得票數甚至低於2009年政權更替時的數據，創下歷史新低，顯示出黨的頹勢。
在涉及政治資金並以無黨籍身份參選的九名前安倍派成員中，有七人落選，其中包括前文部科學大臣下村博文。 唯有西村康稔與萩生田光一成功當選。除了這兩人外，前安倍派在本次選舉中共有20人當選，相較於去年的59名成員，減少許多。而由最高顧問麻生太郎領導的麻生派成為黨內最大派閥，擁有31名成員。以石破茂為中心的石破派中，包括法務副大臣門山宏哲與環境副大臣八木哲也在內的成員均在此次選舉中失利。

#### 公明黨
在公明黨派出候選人的11個選區中，該黨僅獲4場勝利、7場落敗，整體處於失利狀態，僅在選前一個月上任的公明黨黨首石井啟一，也在此次選舉中失去埼玉縣第14區的席位，成為自2009年時任公明黨黨首太田昭宏落選後，首位落敗的聯合執政黨領袖。
同時，公明黨在大阪的所有選區皆敗給日本維新會的候選人，其中副黨首佐藤茂樹在第3區也未能保住席位，比例代表的選票數亦未見起色，最終僅獲得24席，低於選前的32席，並被議席增加的國民民主黨超越，退居第5大黨。

### 在野黨

#### 立憲民主黨
在此次選舉中，立憲民主黨成為最大的贏家，席次增加了52席，從上屆的96席躍升至148席，尤其是在北海道、岩手縣、宮城縣、福島縣等東北地區的選區中大幅增加席次，顯示出「民主王國」地區的穩定支持。此外，該黨在新潟縣與佐賀縣的選區取得全勝，表現亮眼。
儘管成功達成了使執政黨失去過半席位的目標，但未能成為最大黨。雖然議席數有所增長，然而比例代表選票的全國得票數較上屆僅增加約7萬票（0.64%），成長幅度顯得較為疲弱。
黨首野田佳彥積極尋求與其他反對黨合作，以取代自民黨，組成新政府。

#### 日本維新會
日本維新會在此次選舉中於關西以外地區面臨激烈挑戰，比例代表選舉中，得票數較上屆衆院選減少了約295萬票，並失去了在東北、中國、四國各選區的議席。在大阪府，得票數較上屆減少約56萬票，儘管在近畿地區仍保持第一黨地位，但議席減少了3席。最終，整體席位由選前的數量減少6席，降至38席。政調會長音喜多駿原本打算從參議院轉戰眾議院東京都第1區，然而未能當選。
然而，該黨成功在大阪府的19個單一選區中全數勝出，確保了在該府的席次壟斷地位。此外，與實現教育無償化之會合併後，來自該黨的候選人首次在京都府與滋賀縣的選舉區成功當選。該黨還在廣島縣第4區與福岡縣第11區首次成功打破近畿區域限制，獲得當地的席位。然而，儘管在兵庫縣的選區上屆曾經勝選，這次卻全數落敗，其他選區也未能成功奪下任何議席。

#### 國民民主黨
自國民民主黨創立以來，首次有新人候選人在選區中成功贏得議席，席次增至原先的四倍，從7席提升到28席。
這使得該黨的議席數超越公明黨，成功躍升為比較第4大政黨，並獲得了單獨提出法案的權利。特別是在地方選區中，愛知縣的四名候選人全員成功當選。雖然在比例代表選舉中該黨在全11個選區都獲得議席，但由於登記候選人數不足，北關東區的一個議席被讓給了公明黨，而東海區的兩個議席則分別讓給了自由民主黨和立憲民主黨。

#### 令和新選組
令和新選組在比例代表選舉中首次於東北、北關東、東海及九州各區獲得席位，總席次從選前的3席增至9席，成長達三倍，其黨魁山本太郎也在選後表示，希望未來能再創佳績，取得更多席次。
然而，所有比例代表當選的候選人在選區的得票率都低於50%。其中，東北和東海兩區更有重複提名的候選人因得票不足遭沒收保證金，失去當選資格。

#### 日本共產黨
日本共產黨在沖繩縣第1區成功守住1席，但自1996年第41屆大選以來持續確保的東北區議席卻失守，導致總席次從選前的10席減少至8席，減少了2席，為2009年以來的最低席次，且在全國比例代表選舉中，該黨的得票數較上次大幅減少，約減少80萬票（減幅達19.28%）。
黨魁田村智子則由參議院轉戰眾議院，成功當選比例代表東京區唯一的議席，選後表示：「雖然我們面臨席次減少的挑戰，但透過在每個選區派遣候選人，成功讓兩千萬日圓的議題（跟政治資金醜聞有關）受到廣泛關注。」

#### 參政黨
參政黨在比例代表選舉的南關東、近畿及九州各區成功取得議席，使總席次從選前的1席增加至3席，增長了2席。

#### 日本保守黨
新成立的日本保守黨雖然只贏得三席，未達到五席的選舉目標，但是今次選舉令其首度進入國會，並從政治團體升格為法律意義上的政黨，有資格獲得政黨補助金。前名古屋市長河村隆之在愛知縣第1區當選，另外兩位候選人則分別在東海和近畿的比例代表區取得議席。

#### 社會民主黨
社會民主黨在沖繩縣第2區成功保住了1個席次，但在比例代表選舉中未能獲得議席，因此與上次相同，仍僅有1個席次。

#### 其餘無黨籍
執政黨陣營和在野黨陣營各自取得6個議席，合計共12席。
在執政黨陣營中，有10位未能獲得自民黨公認而以無黨籍身份參選的前安倍派幹部，其中3人當選，7人落選。此外，從自民黨退黨並由參議院轉戰眾議院的世耕弘成也成功當選。
在在野黨陣營中，院內會派「有志之會」的4名成員成功當選，此外，從立憲民主黨退黨的松原仁等人也順利當選。

## 當選議員

### 小選區
自由民主黨   公明黨   立憲民主黨   日本維新會   國民民主黨   日本共產黨   社會民主黨   日本保守黨   無黨籍 
| 都道府縣 | 區   | 當選者       | 區   | 當選者     | 區   | 當選者     | 區   | 當選者     | 區   | 當選者     | 區       | 小選舉區増減                                                               |
| -------- | ---- | ------------ | ---- | ---------- | ---- | ---------- | ---- | ---------- | ---- | ---------- | -------- | -------------------------------------------------------------------------- |
| 北海道   | 1區  | 道下大樹     | 2區  | 松木謙公   | 3區  | 荒井優     | 4區  | 大築紅葉   | 5區  | 池田真紀   | 北海道   | 自民 6→3 立民 5→9 公明 1→0                                                 |
| 北海道   | 6區  | 東國幹       | 7區  | 鈴木貴子   | 8區  | 逢坂誠二   | 9區  | 山岡達丸   | 10區 | 神谷裕     | 北海道   | 自民 6→3 立民 5→9 公明 1→0                                                 |
| 北海道   | 11區 | 石川香織     | 12區 | 武部新     |      |            |      |            |      |            | 北海道   | 自民 6→3 立民 5→9 公明 1→0                                                 |
| 青森縣   | 1區  | 津島淳       | 2區  | 神田潤一   | 3區  | 岡田華子   |      |            |      |            | 東北     | 定數2減 自民 16→9 立民 7→11 國民 0→1                                       |
| 岩手縣   | 1區  | 階猛         | 2區  | 鈴木俊一   | 3區  | 小澤一郎   |      |            |      |            | 東北     | 定數2減 自民 16→9 立民 7→11 國民 0→1                                       |
| 宮城縣   | 1區  | 岡本章子     | 2區  | 鎌田小百合 | 3區  | 柳澤剛     | 4區  | 安住淳     | 5區  | 小野寺五典 | 東北     | 定數2減 自民 16→9 立民 7→11 國民 0→1                                       |
| 秋田縣   | 1區  | 富樫博之     | 2區  | 綠川貴士   | 3區  | 村岡敏英   |      |            |      |            | 東北     | 定數2減 自民 16→9 立民 7→11 國民 0→1                                       |
| 山形縣   | 1區  | 遠藤利明     | 2區  | 鈴木憲和   | 3區  | 加藤鮎子   |      |            |      |            | 東北     | 定數2減 自民 16→9 立民 7→11 國民 0→1                                       |
| 福島縣   | 1區  | 金子惠美     | 2區  | 玄葉光一郎 | 3區  | 小熊慎司   | 4區  | 坂本龍太郎 |      |            | 東北     | 定數2減 自民 16→9 立民 7→11 國民 0→1                                       |
| 茨城縣   | 1區  | 福島伸享     | 2區  | 額賀福志郎 | 3區  | 葉梨康弘   | 4區  | 梶山弘志   | 5區  | 淺野哲     | 北關東   | 定數1增 自民 26→19 立民 4→9 國民 1→3 無黨籍 1→2                            |
| 茨城縣   | 6區  | 青山大人     | 7區  | 中村勇太   |      |            |      |            |      |            | 北關東   | 定數1增 自民 26→19 立民 4→9 國民 1→3 無黨籍 1→2                            |
| 栃木縣   | 1區  | 船田元       | 2區  | 福田昭夫   | 3區  | 簗和生     | 4區  | 藤岡隆雄   | 5區  | 茂木敏充   | 北關東   | 定數1增 自民 26→19 立民 4→9 國民 1→3 無黨籍 1→2                            |
| 群馬縣   | 1區  | 中曾根康隆   | 2區  | 井野俊郎   | 3區  | 笹川博義   | 4區  | 福田達夫   | 5區  | 小淵優子   | 北關東   | 定數1增 自民 26→19 立民 4→9 國民 1→3 無黨籍 1→2                            |
| 埼玉縣   | 1區  | 村井英樹     | 2區  | 新藤義孝   | 3區  | 黃川田仁志 | 4區  | 穗坂泰     | 5區  | 枝野幸男   | 北關東   | 定數1增 自民 26→19 立民 4→9 國民 1→3 無黨籍 1→2                            |
| 埼玉縣   | 6區  | 大島敦       | 7區  | 小宮山泰子 | 8區  | 柴山昌彥   | 9區  | 杉村慎治   | 10區 | 坂本祐之輔 | 北關東   | 定數1增 自民 26→19 立民 4→9 國民 1→3 無黨籍 1→2                            |
| 埼玉縣   | 11區 | 小泉龍司     | 12區 | 森田俊和   | 13區 | 橋本幹彥   | 14區 | 鈴木義弘   | 15區 | 田中良生   | 北關東   | 定數1增 自民 26→19 立民 4→9 國民 1→3 無黨籍 1→2                            |
| 埼玉縣   | 16區 | 土屋品子     |      |            |      |            |      |            |      |            | 北關東   | 定數1增 自民 26→19 立民 4→9 國民 1→3 無黨籍 1→2                            |
| 千葉縣   | 1區  | 田嶋要       | 2區  | 小林鷹之   | 3區  | 松野博一   | 4區  | 水沼秀幸   | 5區  | 矢崎堅太郎 | 南關東   | 定數3增 自民 22→17 立民 11→19                                              |
| 千葉縣   | 6區  | 安藤淳子     | 7區  | 齋藤健     | 8區  | 本庄知史   | 9區  | 奧野總一郎 | 10區 | 小池正昭   | 南關東   | 定數3增 自民 22→17 立民 11→19                                              |
| 千葉縣   | 11區 | 森英介       | 12區 | 濱田靖一   | 13區 | 松本尚     | 14區 | 野田佳彦   |      |            | 南關東   | 定數3增 自民 22→17 立民 11→19                                              |
| 神奈川縣 | 1區  | 篠原豪       | 2區  | 菅義偉     | 3區  | 中西健治   | 4區  | 早稻田夕季 | 5區  | 坂井學     | 南關東   | 定數3增 自民 22→17 立民 11→19                                              |
| 神奈川縣 | 6區  | 青柳陽一郎   | 7區  | 中谷一馬   | 8區  | 江田憲司   | 9區  | 笠浩史     | 10區 | 田中和德   | 南關東   | 定數3增 自民 22→17 立民 11→19                                              |
| 神奈川縣 | 11區 | 小泉進次郎   | 12區 | 阿部知子   | 13區 | 太榮志     | 14區 | 赤間二郎   | 15區 | 河野太郎   | 南關東   | 定數3增 自民 22→17 立民 11→19                                              |
| 神奈川縣 | 16區 | 後藤祐一     | 17區 | 牧島花蓮   | 18區 | 宗野創     | 19區 | 草間剛     | 20區 | 大塚小百合 | 南關東   | 定數3增 自民 22→17 立民 11→19                                              |
| 山梨縣   | 1區  | 中島克仁     | 2區  | 堀内詔子   |      |            |      |            |      |            | 南關東   | 定數3增 自民 22→17 立民 11→19                                              |
| 東京都   | 1區  | 海江田萬里   | 2區  | 辻清人     | 3區  | 石原宏高   | 4區  | 平將明     | 5區  | 手塚仁雄   | 東京     | 定數5增 自民 15→11 立民 8→15 公明 1→1 無黨籍 1→3                           |
| 東京都   | 6區  | 落合貴之     | 7區  | 松尾明弘   | 8區  | 吉田晴美   | 9區  | 山岸一生   | 10區 | 鈴木隼人   | 東京     | 定數5增 自民 15→11 立民 8→15 公明 1→1 無黨籍 1→3                           |
| 東京都   | 11區 | 阿久津幸彥   | 12區 | 高木啟     | 13區 | 土田慎     | 14區 | 松島綠     | 15區 | 酒井菜摘   | 東京     | 定數5增 自民 15→11 立民 8→15 公明 1→1 無黨籍 1→3                           |
| 東京都   | 16區 | 大西洋平     | 17區 | 平澤勝榮   | 18區 | 福田薰     | 19區 | 末松義規   | 20區 | 木原誠二   | 東京     | 定數5增 自民 15→11 立民 8→15 公明 1→1 無黨籍 1→3                           |
| 東京都   | 21區 | 大河原雅子   | 22區 | 山花郁夫   | 23區 | 伊藤俊輔   | 24區 | 萩生田光一 | 25區 | 井上信治   | 東京     | 定數5增 自民 15→11 立民 8→15 公明 1→1 無黨籍 1→3                           |
| 東京都   | 26區 | 松原仁       | 27區 | 長妻昭     | 28區 | 高松智之   | 29區 | 岡本三成   | 30區 | 五十嵐衣里 | 東京     | 定數5增 自民 15→11 立民 8→15 公明 1→1 無黨籍 1→3                           |
| 新潟縣   | 1區  | 西村智奈美   | 2區  | 菊田真紀子 | 3區  | 黑岩宇洋   | 4區  | 米山隆一   | 5區  | 梅谷守     | 北陸信越 | 定數1減 自民 14→8 立民 5→10                                                |
| 富山縣   | 1區  | 田畑裕明     | 2區  | 上田英俊   | 3區  | 橘慶一郎   |      |            |      |            | 北陸信越 | 定數1減 自民 14→8 立民 5→10                                                |
| 石川縣   | 1區  | 小森卓郎     | 2區  | 佐佐木紀   | 3區  | 近藤和也   |      |            |      |            | 北陸信越 | 定數1減 自民 14→8 立民 5→10                                                |
| 福井縣   | 1區  | 稻田朋美     | 2區  | 辻英之     |      |            |      |            |      |            | 北陸信越 | 定數1減 自民 14→8 立民 5→10                                                |
| 長野縣   | 1區  | 篠原孝       | 2區  | 下條光     | 3區  | 神津健     | 4區  | 後藤茂之   | 5區  | 宮下一郎   | 北陸信越 | 定數1減 自民 14→8 立民 5→10                                                |
| 岐阜縣   | 1區  | 野田聖子     | 2區  | 棚橋泰文   | 3區  | 武藤容治   | 4區  | 今井雅人   | 5區  | 古屋圭司   | 東海     | 定數1增 自民 25→13 立民 6→14 國民 1→5 保守 0→1                             |
| 靜岡縣   | 1區  | 上川陽子     | 2區  | 井林辰憲   | 3區  | 小山展弘   | 4區  | 田中健     | 5區  | 細野豪志   | 東海     | 定數1增 自民 25→13 立民 6→14 國民 1→5 保守 0→1                             |
| 靜岡縣   | 6區  | 渡邊周       | 7區  | 城内實     | 8區  | 源馬謙太郎 |      |            |      |            | 東海     | 定數1增 自民 25→13 立民 6→14 國民 1→5 保守 0→1                             |
| 愛知縣   | 1區  | 河村隆之     | 2區  | 古川元久   | 3區  | 近藤昭一   | 4區  | 牧義夫     | 5區  | 西川厚志   | 東海     | 定數1增 自民 25→13 立民 6→14 國民 1→5 保守 0→1                             |
| 愛知縣   | 6區  | 丹羽秀樹     | 7區  | 日野紗里亞 | 8區  | 伴野豐     | 9區  | 岡本充功   | 10區 | 藤原規真   | 東海     | 定數1增 自民 25→13 立民 6→14 國民 1→5 保守 0→1                             |
| 愛知縣   | 11區 | 丹野綠       | 12區 | 重德和彦   | 13區 | 大西健介   | 14區 | 今枝宗一郎 | 15區 | 根本幸典   | 東海     | 定數1增 自民 25→13 立民 6→14 國民 1→5 保守 0→1                             |
| 愛知縣   | 16區 | 福田徹       |      |            |      |            |      |            |      |            | 東海     | 定數1增 自民 25→13 立民 6→14 國民 1→5 保守 0→1                             |
| 三重縣   | 1區  | 田村憲久     | 2區  | 下野幸助   | 3區  | 岡田克也   | 4區  | 鈴木英敬   |      |            | 東海     | 定數1增 自民 25→13 立民 6→14 國民 1→5 保守 0→1                             |
| 滋賀縣   | 1區  | 齋藤亞歷克斯 | 2區  | 上野賢一郎 | 3區  | 武村展英   |      |            |      |            | 近畿     | 定數2減 自民 18→14 立民 4→5 維新 18→21 公明 6→2 無黨籍 1→3                 |
| 京都府   | 1區  | 勝目康       | 2區  | 前原誠司   | 3區  | 泉健太     | 4區  | 北神圭朗   | 5區  | 本田太郎   | 近畿     | 定數2減 自民 18→14 立民 4→5 維新 18→21 公明 6→2 無黨籍 1→3                 |
| 京都府   | 6區  | 山井和則     |      |            |      |            |      |            |      |            | 近畿     | 定數2減 自民 18→14 立民 4→5 維新 18→21 公明 6→2 無黨籍 1→3                 |
| 大阪府   | 1區  | 井上英孝     | 2區  | 守島正     | 3區  | 東徹       | 4區  | 美延映夫   | 5區  | 梅村聰     | 近畿     | 定數2減 自民 18→14 立民 4→5 維新 18→21 公明 6→2 無黨籍 1→3                 |
| 大阪府   | 6區  | 西田薰       | 7區  | 奧下剛光   | 8區  | 漆間讓司   | 9區  | 萩原佳     | 10區 | 池下卓     | 近畿     | 定數2減 自民 18→14 立民 4→5 維新 18→21 公明 6→2 無黨籍 1→3                 |
| 大阪府   | 11區 | 中司宏       | 12區 | 藤田文武   | 13區 | 岩谷良平   | 14區 | 青柳仁士   | 15區 | 浦野靖人   | 近畿     | 定數2減 自民 18→14 立民 4→5 維新 18→21 公明 6→2 無黨籍 1→3                 |
| 大阪府   | 16區 | 黑田征樹     | 17區 | 馬場伸幸   | 18區 | 遠藤敬     | 19區 | 伊東信久   |      |            | 近畿     | 定數2減 自民 18→14 立民 4→5 維新 18→21 公明 6→2 無黨籍 1→3                 |
| 兵庫縣   | 1區  | 井坂信彥     | 2區  | 赤羽一嘉   | 3區  | 關芳弘     | 4區  | 藤井比早之 | 5區  | 谷公一     | 近畿     | 定數2減 自民 18→14 立民 4→5 維新 18→21 公明 6→2 無黨籍 1→3                 |
| 兵庫縣   | 6區  | 櫻井周       | 7區  | 山田賢司   | 8區  | 中野洋昌   | 9區  | 西村康稔   | 10區 | 渡海紀三朗 | 近畿     | 定數2減 自民 18→14 立民 4→5 維新 18→21 公明 6→2 無黨籍 1→3                 |
| 兵庫縣   | 11區 | 松本剛明     | 12區 | 山口壯     |      |            |      |            |      |            | 近畿     | 定數2減 自民 18→14 立民 4→5 維新 18→21 公明 6→2 無黨籍 1→3                 |
| 奈良縣   | 1區  | 馬淵澄夫     | 2區  | 高市早苗   | 3區  | 田野瀨太道 |      |            |      |            | 近畿     | 定數2減 自民 18→14 立民 4→5 維新 18→21 公明 6→2 無黨籍 1→3                 |
| 和歌山縣 | 1區  | 山本大地     | 2區  | 世耕弘成   |      |            |      |            |      |            | 近畿     | 定數2減 自民 18→14 立民 4→5 維新 18→21 公明 6→2 無黨籍 1→3                 |
| 鳥取縣   | 1區  | 石破茂       | 2區  | 赤澤亮正   |      |            |      |            |      |            | 中國     | 定數3減 自民 17→12 立民 2→3 維新 0→1 公明 1→1                              |
| 島根縣   | 1區  | 龜井亞紀子   | 2區  | 高見康裕   |      |            |      |            |      |            | 中國     | 定數3減 自民 17→12 立民 2→3 維新 0→1 公明 1→1                              |
| 岡山縣   | 1區  | 逢澤一郎     | 2區  | 山下貴司   | 3區  | 加藤勝信   | 4區  | 柚木道義   |      |            | 中國     | 定數3減 自民 17→12 立民 2→3 維新 0→1 公明 1→1                              |
| 廣島縣   | 1區  | 岸田文雄     | 2區  | 平口洋     | 3區  | 齋藤鐵夫   | 4區  | 空本誠喜   | 5區  | 佐藤公治   | 中國     | 定數3減 自民 17→12 立民 2→3 維新 0→1 公明 1→1                              |
| 廣島縣   | 6區  | 小林史明     |      |            |      |            |      |            |      |            | 中國     | 定數3減 自民 17→12 立民 2→3 維新 0→1 公明 1→1                              |
| 山口縣   | 1區  | 高村正大     | 2區  | 岸信千世   | 3區  | 林芳正     |      |            |      |            | 中國     | 定數3減 自民 17→12 立民 2→3 維新 0→1 公明 1→1                              |
| 德島縣   | 1區  | 仁木博文     | 2區  | 山口俊一   |      |            |      |            |      |            | 四國     | 定數1減 自民 9→7 立民 1→2 國民 1→1                                         |
| 香川縣   | 1區  | 小川淳也     | 2區  | 玉木雄一郎 | 3區  | 大野敬太郎 |      |            |      |            | 四國     | 定數1減 自民 9→7 立民 1→2 國民 1→1                                         |
| 愛媛縣   | 1區  | 鹽崎彰久     | 2區  | 白石洋一   | 3區  | 長谷川淳二 |      |            |      |            | 四國     | 定數1減 自民 9→7 立民 1→2 國民 1→1                                         |
| 高知縣   | 1區  | 中谷元       | 2區  | 尾崎正直   |      |            |      |            |      |            | 四國     | 定數1減 自民 9→7 立民 1→2 國民 1→1                                         |
| 福岡縣   | 1區  | 井上貴博     | 2區  | 稻富修二   | 3區  | 古賀篤     | 4區  | 宮内秀樹   | 5區  | 栗原涉     | 九州     | 定數1減 自民 22→19 立民 7→7 維新 0→1 國民 1→1 共產 1→1 社民 1→1 無黨籍 3→4 |
| 福岡縣   | 6區  | 鳩山二郎     | 7區  | 藤丸敏     | 8區  | 麻生太郎   | 9區  | 緒方林太郎 | 10區 | 城井崇     | 九州     | 定數1減 自民 22→19 立民 7→7 維新 0→1 國民 1→1 共產 1→1 社民 1→1 無黨籍 3→4 |
| 福岡縣   | 11區 | 村上智信     |      |            |      |            |      |            |      |            | 九州     | 定數1減 自民 22→19 立民 7→7 維新 0→1 國民 1→1 共產 1→1 社民 1→1 無黨籍 3→4 |
| 佐賀縣   | 1區  | 原口一博     | 2區  | 大串博志   |      |            |      |            |      |            | 九州     | 定數1減 自民 22→19 立民 7→7 維新 0→1 國民 1→1 共產 1→1 社民 1→1 無黨籍 3→4 |
| 長崎縣   | 1區  | 西岡秀子     | 2區  | 加藤龍祥   | 3區  | 金子容三   |      |            |      |            | 九州     | 定數1減 自民 22→19 立民 7→7 維新 0→1 國民 1→1 共產 1→1 社民 1→1 無黨籍 3→4 |
| 熊本縣   | 1區  | 木原稔       | 2區  | 西野太亮   | 3區  | 坂本哲志   | 4區  | 金子恭之   |      |            | 九州     | 定數1減 自民 22→19 立民 7→7 維新 0→1 國民 1→1 共產 1→1 社民 1→1 無黨籍 3→4 |
| 大分縣   | 1區  | 吉良州司     | 2區  | 廣瀨建     | 3區  | 岩屋毅     |      |            |      |            | 九州     | 定數1減 自民 22→19 立民 7→7 維新 0→1 國民 1→1 共產 1→1 社民 1→1 無黨籍 3→4 |
| 宮崎縣   | 1區  | 渡邊創       | 2區  | 江藤拓     | 3區  | 古川禎久   |      |            |      |            | 九州     | 定數1減 自民 22→19 立民 7→7 維新 0→1 國民 1→1 共產 1→1 社民 1→1 無黨籍 3→4 |
| 鹿兒島縣 | 1區  | 川內博史     | 2區  | 三反園訓   | 3區  | 野間健     | 4區  | 森山裕     |      |            | 九州     | 定數1減 自民 22→19 立民 7→7 維新 0→1 國民 1→1 共產 1→1 社民 1→1 無黨籍 3→4 |
| 沖繩縣   | 1區  | 赤嶺政賢     | 2區  | 新垣邦男   | 3區  | 島尻安伊子 | 4區  | 西銘恒三郎 |      |            |          |                                                                            |

### 比例區
比例區排行順序以當選順序排列。
 自由民主黨   公明黨   立憲民主黨   日本維新會   國民民主黨   日本共產黨   令和新選組   參政黨   日本保守黨 
|    | 北海道     | 東北       | 北關東     | 南關東       | 東京       | 北陸信越 | 東海       | 近畿       | 中國       | 四國       | 九州       |
| -- | ---------- | ---------- | ---------- | ------------ | ---------- | -------- | ---------- | ---------- | ---------- | ---------- | ---------- |
| 1  | 篠田奈保子 | 江渡聰德   | 中野英幸   | 古川直季     | 安藤高夫   | 國定勇人 | 若山慎司   | 林佑美     | 新谷正義   | 村上誠一郎 | 阿部俊子   |
| 2  | 伊東良孝   | 馬場雄基   | 長谷川嘉一 | 谷田川元     | 鈴木庸介   | 山登志浩 | 松田功     | 小寺裕雄   | 平岡秀夫   | 高橋永     | 屋良朝博   |
| 3  | 西川将人   | 森下千里   | 国光文乃   | 中谷真一     | 圓順子     | 齋藤洋明 | 深澤陽一   | 森山浩行   | 平沼正二郎 | 平井卓也   | 濱地雅一   |
| 4  | 中村裕之   | 寺田學     | 岸田光廣   | 深作赫蘇斯   | 伊藤達也   | 福田淳太 | 仙田晃宏   | 三木圭惠   | 平林晃     | 石井智惠   | 宮路拓馬   |
| 5  | 佐藤英道   | 菊池大二郎 | 輿水惠一   | 佐佐木奈保美 | 松下玲子   | 井出庸生 | 真野哲     | 竹内讓     | 石橋林太郎 | 瀨戶隆一   | 吉川元     |
| 6  | 川原田英世 | 福原淳嗣   | 武正公一   | 角田秀穗     | 河西宏一   | 小竹凱   | 中川康洋   | 石田真敏   | 福田玄     | 山崎正恭   | 長友慎治   |
| 7  | 向山淳     | 庄子賢一   | 永岡桂子   | 英利阿麗菲亞 | 阿部司     | 波多野翼 | 勝俣孝明   | 向山好一   | 津村啟介   |            | 鬼木誠     |
| 8  | 臼木秀剛   | 升田世喜男 | 三角創太   | 宮川伸       | 田村智子   | 中川宏昌 | 阪口直人   | 德安淳子   | 吉田真次   |            | 山川仁     |
| 9  |            | 御法川信英 | 高井崇志   | 金村龍那     | 松本洋平   | 西田昭二 | 大嶽理恵   | 辰巳孝太郎 | 寺田稔     |            | 吉田宣弘   |
| 10 |            | 佐原若子   | 田所嘉德   | 多谷亮       | 森洋介     | 齊木武志 | 川崎秀人   | 橋本慧悟   | 東克哉     |            | 國場幸之助 |
| 11 |            | 齋藤裕喜   | 高橋英明   | 鈴木馨祐     | 櫛淵萬里   |          | 登載者不足 | 大岡敏孝   |            |            | 山田勝彦   |
| 12 |            | 根本拓     | 鹽川鐵也   | 岡野純子     | 有田芳生   |          | 杉本和巳   | 大石晃子   |            |            | 阿部弘樹   |
| 13 |            |            | 登載者不足 | 志位和夫     | 大空幸星   |          | 鈴木岳幸   | 池畑浩太朗 |            |            | 岩田和親   |
| 14 |            |            | 福重隆浩   | 岡島一正     | 阿部祐美子 |          | 長坂康正   | 浮島智子   |            |            | 堤要       |
| 15 |            |            | 竹内千春   | 沼崎滿子     | 鳩山紀一郎 |          | 本村伸子   | 大串正樹   |            |            | 金城泰邦   |
| 16 |            |            | 佐藤勉     | 三谷英弘     | 長島昭久   |          | 西園勝秀   | 岡田悟     |            |            | 許斐亮太郎 |
| 17 |            |            | 五十嵐清   | 長友克洋     | 大森江里子 |          | 小山千帆   | 市村浩一郎 |            |            | 古川康     |
| 18 |            |            | 市来伴子   | 星野剛士     | 柴田勝之   |          | 工藤彰三   | 平岩征樹   |            |            | 吉川里奈   |
| 19 |            |            | 野中厚     | 西岡義高     | 豬口幸子   |          | 登載者不足 | 小林茂樹   |            |            | 田村貴昭   |
| 20 |            |            | 登載者不足 | 山崎誠       |            |          | 竹上裕子   | 北野裕子   |            |            | 宮崎政久   |
| 21 |            |            | 山口良治   | 藤卷健太     |            |          | 上村英明   | 和田有一朗 |            |            |            |
| 22 |            |            |            | 鈴木敦       |            |          | 福森和歌子 | 鰐淵洋子   |            |            |            |
| 23 |            |            |            | 山際大志郎   |            |          | 伊藤忠彦   | 堀川朗子   |            |            |            |
| 24 |            |            |            |              |            |          |            | 尾辻加奈子 |            |            |            |
| 25 |            |            |            |              |            |          |            | 島田智明   |            |            |            |
| 26 |            |            |            |              |            |          |            | 阿部圭史   |            |            |            |
| 27 |            |            |            |              |            |          |            | 島田洋一   |            |            |            |
| 28 |            |            |            |              |            |          |            | 八幡愛     |            |            |            |

### 首次當選
共99人
※：曾任參議員者
自由民主黨 
14人
- 坂本龍太郎（日语：坂本竜太郎）（福島4区）
- 小池正昭（日语：小池正昭）（千葉10区）
- 大西洋平（日语：大西洋平 (政治家)）（東京16区）
- 福田薰（日语：福田かおる）（東京18区）
- 草間剛（日语：草間剛）（神奈川19区）
- 山本大地（日语：山本大地）（和歌山1区）
- 栗原涉（日语：栗原涉）（福岡5区）
- 向山淳（日语：向山淳）（北海道比例代表區）
- 森下千里（東北比例代表區）
- 福原淳嗣（日语：福原淳嗣）（東北比例代表區）
- 根本拓（日语：根本拓）（東北比例代表區）
- 大空幸星（日语：大空幸星）（東京比例代表區）
- 若山慎司（日语：若山慎司）（東海比例代表區）
- 島田智明（日语：島田智明）（近畿比例代表區）

立憲民主黨
39人
- 岡田華子（日语：岡田華子）（青森3区）
- 柳澤剛（日语：柳澤剛）（宮城3区）
- 杉村慎治（日语：杉村慎治）（埼玉9区）
- 水沼秀幸（日语：水沼秀幸）（千葉4区）
- 矢崎堅太郎（日语：矢崎堅太郎）（千葉5区）
- 地域品牌（日语：安藤淳子）（千葉6区）
- 高松智之（日语：高松智之）（東京28区）
- 五十嵐衣里（日语：五十嵐衣里）（東京30区）
- 宗野創（日语：宗野創）（神奈川18区）
- 大塚小百合（日语：大塚小百合）（神奈川20区）
- 辻英之（日语：辻英之）（福井2区）
- 西川厚志（日语：西川厚志）（愛知5区）
- 藤原規真（日语：藤原規真）（愛知10区）
- 下野幸助（日语：下野幸助）（三重2区）
- 篠田奈保子（日语：篠田奈保子）（北海道比例代表區）
- 西川將人（日语：西川將人）（北海道比例代表區）
- 川原田英世（日语：川原田英世）（北海道比例代表區）
- 齋藤裕喜（日语：斉藤裕喜）（東北比例代表區）
- 三角創太（日语：三角創太）（北關東比例代表區）
- 竹内千春（日语：竹内千春）（北關東比例代表區）
- 市來伴子（日语：市來伴子）（北關東比例代表區）
- 佐佐木奈保美（日语：佐々木奈保美）（南關東比例代表區）
- 長友克洋（日语：長友克洋）（南關東比例代表區）
- 松下玲子（日语：松下玲子）（東京比例代表區）
- 有田芳生（東京比例代表區）※
- 阿部祐美子（日语：阿部祐美子）（東京比例代表區）
- 柴田勝之（日语：柴田勝之）（東京比例代表區）
- 山登志浩（日语：山登志浩）（北陸信越比例代表區）
- 福田淳太（日语：福田淳太）（北陸信越比例代表區）
- 波多野翼（日语：波多野つばさ）（北陸信越比例代表區）
- 真野哲（日语：眞野哲）（東海比例代表區）
- 大嶽理惠（日语：大嶽理恵）（東海比例代表區）
- 鈴木岳幸（日语：鈴木岳幸）（東海比例代表區）
- 小山千帆（日语：小山千帆）（東海比例代表區）
- 福森和歌子（日语：福森和歌子）（東海比例代表區）
- 橋本慧悟（日语：橋本慧悟）（近畿比例代表區）
- 岡田悟（日语：岡田悟）（近畿比例代表區）
- 東克哉（日语：東克哉）（中國比例代表區）
- 高橋永（日语：高橋永）（四國比例代表區）

公明黨
4人
- 山口良治（日语：山口良治 (政治家)）（北關東比例代表區）
- 沼崎滿子（日语：沼崎滿子）（南關東比例代表區）
- 大森江里子（日语：大森江里子）（東京比例代表區）
- 西園勝秀（日语：西園勝秀）（東海比例代表區）

日本維新會
9人
- 東徹（日语：東徹 (政治家)）（大阪3区）※
- 梅村聰（日语：梅村聡）（大阪5区）※
- 西田薫（日语：西田かおる）（大阪6区）
- 萩原佳（日语：萩原佳）（大阪9区）
- 黑田征樹（日语：黒田征樹）（大阪16区）
- 村上智信（日语：村上智信）（福岡11区）
- 豬口幸子（日语：猪口幸子）（東京比例代表區）
- 德安淳子（日语：徳安淳子）（近畿比例代表區）
- 阿部圭史（日语：阿部圭史）（近畿比例代表區）

日本共產黨
3人
- 田村智子（東京比例代表區）※
- 辰巳孝太郎（日语：辰巳孝太郎）（近畿比例代表區）※
- 堀川朗子（日语：堀川朗子）（近畿比例代表區）

國民民主黨
19人
- 橋本幹彥（日语：橋本幹彦）（埼玉13区）
- 日野紗里亞（日语：日野紗里亜）（愛知7区）
- 丹野實（日语：丹野みどり）（愛知11区）
- 福田徹（日语：福田徹）（愛知16区）
- 臼木秀剛（日语：臼木秀剛）（北海道比例代表區）
- 菊池大二郎（日语：菊池大二郎）（東北比例代表區）
- 岸田光廣（日语：岸田光広）（北關東比例代表區）
- 深作赫蘇斯（日语：深作ヘスス）（南關東比例代表區）
- 岡野純子（日语：岡野純子）（南關東比例代表區）
- 西岡義高（日语：西岡義高）（南關東比例代表區）
- 圓順子（日语：円より子）（東京比例代表區）※
- 森洋介（日语：森洋介 (政治家)）（東京比例代表區）
- 鳩山紀一郎（日语：鳩山紀一郎）（東京比例代表區）
- 小竹凱（日语：小竹凱）（北陸信越比例代表區）
- 仙田晃宏（日语：仙田晃宏）（東海比例代表區）
- 平岩征樹（日语：平岩征樹）（近畿比例代表區）
- 福田玄（日语：福田玄）（中國比例代表區）
- 石井智惠（日语：石井智恵）（四國比例代表區）
- 許斐亮太郎（日语：許斐亮太郎）（九州比例代表區）

令和新選組
4人
- 佐原若子（日语：佐原若子）（東北比例代表區）
- 上村英明（日语：上村英明）（東海比例代表區）
- 八幡愛（近畿比例代表區）
- 山川仁（日语：山川仁）（九州比例代表區）

參政黨
2人
- 北野裕子（日语：北野裕子）（近畿比例代表區）
- 吉川里奈（日语：吉川里奈）（九州比例代表區）

日本保守黨
2人
- 竹上裕子（日语：竹上裕子）（東海比例代表區）
- 島田洋一（日语：島田洋一）（近畿比例代表區）

無黨籍
3人
- 中村勇太（日语：中村勇太 (政治家)）（茨城7区）
- 世耕弘成（和歌山2区）※
- 廣瀨建（日语：廣瀬健）（大分2区）

### 重返議會的候選人
共23人
自由民主党 
1名
- 安藤高夫（日语：安藤高夫）（東京比例代表區）

立憲民主党
16名
- 池田真紀（日语：池田真紀 (政治家)）（北海道5區）
- 松尾明弘（日语：松尾明弘）（東京7區）
- 阿久津幸彥（日语：阿久津幸彦）（東京11區）
- 山花郁夫（日语：山花郁夫）（東京22區）
- 黑岩宇洋（日语：黒岩宇洋）（新潟3區）
- 今井雅人（日语：今井雅人）（岐阜4區）
- 岡本充功（日语：岡本充功）（愛知9區）
- 升田世喜男（日语：升田世喜男）（東北比例代表區）
- 長谷川嘉一（日语：長谷川嘉一）（北關東比例代表區）
- 武正公一（北關東比例代表區）
- 宮川伸（日语：宮川伸）（南關東比例代表區）
- 岡島一正（日语：岡島一正）（南關東比例代表區）
- 松田功（日语：松田功）（東海比例代表區）
- 尾辻加奈子（近畿比例代表區）
- 平岡秀夫（日语：平岡秀夫）（中國比例代表區）
- 津村啓介（日语：津村啓介）（中國比例代表區）

日本維新會
1名
- 齊木武志（日语：斉木武志）（北陸信越比例代表區）

國民民主黨
2名
- 村岡敏英（日语：村岡敏英）（秋田3區）
- 向山好一（日语：向山好一）（近畿比例代表區）

令和新選組
2名
- 高井崇志（日语：高井崇志）（北關東比例代表區）
- 阪口直人（日语：阪口直人）（東海比例代表區）

日本保守黨
1名
- 河村隆之（愛知1區）

### 不再競選連任的議員

#### 自由民主黨
- 金田勝年（東北比例代表區·秋田縣第2區）
- 根本匠（福島縣第2區）
- 菅家一郎（東北比例代表區·福島縣第4區）
- 吉野正芳（福島縣第5區）
- 櫻田義孝（南關東比例代表區·千葉縣第8區）
- 林幹雄（千葉縣第10區）
- 越智隆雄（東京比例代表區·東京都第6區）
- 大西英男（東京都第16區）
- 小倉將信（東京都第23區）
- 江崎鐵磨（愛知縣第10區）
- 二階俊博（和歌山縣第3區）
- 尾身朝子（北關東比例代表區）
- 森由起子（東海比例代表區）
- 奥野信亮（近畿比例代表區）
- 柳本顯（近畿比例代表區）
- 杉田水脈（中國比例代表區）
- 今村雅弘（九州比例代表區）

#### 立憲民主黨
- 中村喜四郎（北關東比例代表區·茨城縣第7區）
- 菅直人（東京都第18區）
- 中川正春（東海比例代表區·三重縣第2區）

#### 日本維新會
- 足立康史（大阪府第9區）

#### 公明黨
- 北側一雄（大阪府第16區）
- 高木陽介（東京比例代表區）
- 古屋範子（南關東比例代表區）
- 大口善德（東海比例代表區）
- 伊藤涉（東海比例代表區）

#### 日本共產黨
- 穀田惠二（近畿比例代表區·京都府第1區）
- 笠井亮（東京比例代表區）

#### 無黨籍
- 秋本真利（南關東比例代表區·千葉縣第9區）
- 吉川赳（東海比例代表區·靜岡縣第5區）
- 鹽谷立（東海比例代表區·靜岡縣第8區）
- 池田佳隆（東海比例代表區·愛知縣第3區）

### 各種當選人・落選人紀錄
- 當選次數最多
  - 小澤一郎（立憲民主黨・岩手縣第3區）：第19次
- 最年輕當選人
  - 大空幸星（自由民主黨・東京比例代表區）：25歲
- 最高齡當選人
  - 麻生太郎（自由民主黨・福岡縣第8區）：84歲
- 最多得票當選人
  - 野田佳彥（立憲民主黨・千葉縣第14區）：145,821票
- 最少得票當選人
  - 築和生（自由民主黨・栃木縣第3區）：45,546票

## 各方反應

### 執政聯盟

#### 自民黨
10月28日，共同社消息指，日本政府和執政聯盟計劃於11月11日召開內閣總理大臣指名選舉。同日在選後記者會上，首相石破茂對於選情失利，坦言是選民對自民黨「極為嚴厲的審判」，「必須認真對待、從心底反省並要脫胎換骨」，承諾將會對自民黨在政治和金錢方面進行更徹底的改革，並宣布廢除政策活動經費。
當被問到是否會為自公聯盟失去議會多數而負責時，他表示希望留任、不會辭職，因為要「應對目前的嚴峻挑戰，想履行職責」，且暫時無意將其他政黨納入執政聯盟。不過自民黨選舉對策委員長小泉進次郎已因選情而請辭。
法務大臣牧原秀樹在埼玉縣第5區競選失敗，且未能依比例代表制復活，並已表明將辭去大臣職務的意圖。
即便石破茂決定留任自民黨黨魁，議員小野田紀美、山田宏以及前經濟安全保障大臣小林鷹之，這些與上月黨魁選舉中石破茂主要對手高市早苗關係密切的人士，仍要求黨高層承擔相應責任。
在10月28日的早報中，《產經新聞》、《讀賣新聞》和《朝日新聞》均發表社論，要求石破茂辭職；與此同時，《每日新聞》則對其改革的積極性能否實現提出了疑問。
根據共同社於10月29日的調查顯示，石破內閣的支持率從選前的50.7%驟降至選後的32.1%。儘管如此，僅有28.6%的受訪者認為石破茂應該辭職，而有高達65.7%的人表示不必要。

#### 公明黨
在10月31日舉行的公明黨中央執行會議上，黨魁石井啟一宣布辭去職務，稱：「在失去議員席位後，要繼續擔任黨魁將十分困難。」他上任僅一個月便失去議會席次。隨後，11月9日的臨時黨大會上，齋藤鐵夫被選為新任黨魁。

### 在野黨

#### 日本維新會
日本維新會在比例代表選票上較前一屆減少了約三百萬票，並在其根據地大阪遭遇了當地議會成員的強烈反彈。他們認為，黨最初決定與自民黨合作，支持修訂《政治資金規正法》，是導致「全國性逆風」的根本原因。
其地方黨派「大阪維新會」的府議會團體呼籲黨內高層，應對比例代表選票和全國選舉結果遠低於預期的情況負責，並要求舉行黨魁選舉。
日本維新會最終決定召開常任役員會，針對議席較選前有所減少的情況考論，也確定於11月下旬至12月上旬間進行新一任黨魁選舉，而現任黨魁馬場伸幸宣佈他不會參加此次選舉。

## 政府組建
內閣總理大臣指名選舉在11月11日舉行。此前日本各大媒體分析普遍認為，雖然目前自公聯盟席次不過半，但由於在野各黨分歧嚴重，均計劃屆時投票給各自的黨魁，除非各大野黨能在選前達成共識支持野田佳彥，石破茂仍然很大機會會在第二輪投票中獲得大多數議員支持，留任首相。他亦計劃如果當選並再獲任命首相，將因應選舉結果進行內閣小改組，由前外務副大臣鈴木馨祐擔任法務大臣、前農林水產大臣江藤拓擔任農林水產大臣，分別接替在是次選舉中落選的牧原秀樹和小里泰弘，前經濟產業政務官中野洋昌將接任新當選的公明黨黨魁齊藤鐵夫擔任國土交通大臣，齊藤則會專注黨內事務。
11月7日，自民黨與立憲民主黨的國會對策委員長於近日舉行會談。自民黨提出，將17個常任委員長職位中的8個，包括備受關注的預算委員長，分配給在野黨。經協商，雙方達成一致，預算委員長由立憲民主黨接任。這是自1994年羽田內閣時期以來，時隔30年在野黨議員再度擔任此職位。

### 執政聯盟
選舉結果顯示自公聯盟距離過半席位差了18席後，石破茂於10月28日與時任公明黨黨魁石井啟一進行會議時確認，兩黨的聯盟將繼續維持。
儘管石破茂排除了與在野黨組成聯盟的可能性，他仍表達了通過「部分聯盟」的方式獲得日本維新會和國民民主黨支持的意圖，即針對每個法案單獨協商支持。石破茂也分別在11月10日以及11日與立憲民主黨黨魁野田、維新會黨魁馬場、國民民主黨黨魁玉木進行會談。
10月30日，自民黨將四名因政治資金醜聞被剔除的成員重新納入黨團，分別是世耕弘成、平澤勝榮、西村康稔和萩生田光一。這四人以無黨籍身份參選並成功當選。
此外，自民黨還邀請了兩名與自民黨推薦候選人競爭並成功擊敗他們的無黨籍人士——三田園哲史和廣瀨健加入黨團，使得執政聯盟的席次總數達到221席，但距離過半席次仍少了12席。
11月8日，自民黨、公明黨與在野黨國民民主黨已經開始進行政務調查會長層級的政策協議。國民民主黨提出了其公約中的兩項主要要求，包括對「103萬元壁壘」進行重新檢討，並要求解除汽油稅觸發條款的凍結。

### 在野黨
10月22日，立憲民主黨黨魁野田佳彥被問及若自公聯盟議席不過半，是否參與組建聯合政府時，表達否定的態度，並表示該黨已對石破內閣提出不信任動議，故無法與自民黨合作，且將優先推進與日本維新會、國民民主黨和日本共產黨的合作。在最近的臨時國會中，這三個政黨聯手對石破內閣提交了不信任案。
選後，立憲民主黨於黨中央召開執行役員會，確立了加強與國民民主黨為主的在野黨進行合作的政策。雖然立憲民主黨提議與國民民主黨舉行黨首會談，但該提議遭到後者拒絕。
日本維新會則表明不會加入由自民黨與公明黨組成的聯合政府，並且決定將票投給其黨魁馬場伸幸。維新會事長藤田文武強調，他們反對加入自公聯盟或與立憲民主黨合作，但表示將根據具體政策與各政黨進行個別討論。
國民民主黨黨魁玉木雄一郎亦表示無意與自民黨合作，但仍會考慮“部分聯合”的方式，即視乎不同政策和法案，在部分議題上與執政黨合作。
日本保守黨黨魁百田尚樹在記者會上表示，基本上不會與自民黨進行合作。他還提到，在首相指名選舉進入決選投票的情況下，該黨也可能選擇投下廢票。
社會民主黨黨魁福島瑞穗領導的政黨此次僅贏得一席，她表示極有可能在首相選舉中支持野田，正如該黨在一個月前的臨時國會中所做的決定一樣。
10月30日，野田與維新會黨魁馬場以及共產黨黨魁田村智子進行會談。
國民民主黨最終在10月30日的執行會議上決定，無論是否進入決選投票，皆會支持黨魁玉木雄一郎。若進入第二輪投票，除了前兩名候選人石破茂與野田之外的所有選票都將被視為無效，此舉將使石破茂獲益。維新會和國民民主黨的決定可能導致第二輪中多達70張無效票，這引發立憲民主黨幹事長小川淳也的批評，他指出，選擇首相的權利是國會議員「最重大的職責」。
10月31日，自民黨與國民民主黨會議上，國民民主黨提出檢討103萬日圓年收入門檻與基本所得稅扣除額的要求，以此換取對自民黨政府預算案及法案的支持。
11月5日，立憲民主黨與國民民主黨則一致同意，爭取年底前再次修訂《政治資金規正法》，以推動政治改革更快落實。
同日，立憲民主黨、日本維新會、國民民主黨以及日本共產黨的國會對策委員長們舉行會談，針對「政治與金錢」問題達成共識，決定攜手推動包括廢除政策活動費在內的政治改革。同時，他們確認了要求執政黨確保足夠會期，以便在預算委員會中充分討論相關議題的方針。
11月7日，野田與社會黨黨魁福島展開會談，並就年內推動政治改革達成共識，改革內容包括廢除政策活動費及企業與團體捐款。雙方決定攜手合作，積極推動改革。同時，野田也呼籲在首相指名選舉中投票支持他。

### 最終結果
首相指名選舉當天早上，首相石破茂率領內閣總辭，指名選舉將於下午舉行。首輪投票沒有候選人得票過半，是自1994年以來首次。各大政黨提名的首相人選在眾議院首輪投票得票如下：
| 内閣總理大臣指名選舉：衆議院 |            |            |           |           |
| 姓名                         | 姓名       | 所属政党   | 得票数    | 決選投票  |
|                              | 石破茂     | 自由民主党 | 221 / 465 | 221 / 465 |
|                              | 野田佳彦   | 立憲民主党 | 151 / 465 | 160 / 465 |
|                              | 馬場伸幸   | 日本維新會 | 38 / 465  |           |
|                              | 玉木雄一郎 | 国民民主党 | 28 / 465  |           |
|                              | 山本太郎   | 令和新選組 | 9 / 465   |           |
|                              | 田村智子   | 日本共産党 | 8 / 465   |           |
|                              | 吉良州司   | 無所属     | 4 / 465   |           |
|                              | 神谷宗幣   | 参政党     | 3 / 465   |           |
|                              | 河村隆之   | 日本保守党 | 3 / 465   |           |
|                              | 無效票     |            |           | 84 / 465  |

| 内閣總理大臣指名選舉：参議院 |            |            |           |
| 姓名                         | 姓名       | 所属政党   | 得票数    |
|                              | 石破茂     | 自由民主党 | 142 / 242 |
|                              | 野田佳彦   | 立憲民主党 | 46 / 242  |
|                              | 馬場伸幸   | 日本維新會 | 18 / 242  |
|                              | 玉木雄一郎 | 国民民主党 | 11 / 242  |
|                              | 田村智子   | 日本共産党 | 11 / 242  |
|                              | 山本太郎   | 令和新選組 | 5 / 242   |
|                              | 伊藤孝惠   | 国民民主党 | 1 / 242   |
|                              | 神谷宗幣   | 参政党     | 1 / 242   |
|                              | 末松信介   | 自由民主党 | 1 / 242   |
|                              | 吉良州司   | 無所属     | 1 / 242   |
|                              | 茂木敏充   | 自由民主党 | 1 / 242   |
|                              | 棄權       |            | 1 / 242   |

得票最多的石破茂和野田佳彥進入第二輪投票。而在參議院投票中，石破茂獲得248票中的142票，野田佳彥獲得46票。第二輪投票中，石破以221票對野田的160票，成功保住首相職位，另外有84票為廢票。第二屆石破內閣將於晚上在皇居接受天皇德仁任命以及閣僚認證儀式完結後正式啟動。

### 軼事
11月11日首相指名選舉當天投票時，石破茂被傳媒拍攝到他疑似在座位上打瞌睡，當時坐在他身旁的內閣官房長官林芳正則解釋當天石破茂服用了感冒藥，並強調他健康狀況並無不妥。

## 相關事件

### 自民黨總部及首相官邸遭襲擊
2024年10月19日，自由民主黨位於東京永田町的總部以及總理大臣官邸（首相官邸）先後遭到一名男子襲擊。日本警方當場逮捕了49歲、來自埼玉縣川口市的疑犯臼田敦伸（／ Usuda Atsunobu），當天他涉嫌向自民黨總部投擲5枚汽油彈，並用高壓水槍向現場的機動隊員噴射催淚水劑，之後駕車衝撞首相官邸，並撞破防護欄，隨後還向到場警員投擲煙霧彈。調查人員又在臼田的汽車內發現卡式氣體罐、農藥罐及噴射器，以及20個膠樽，其中16個裝有汽油。臼田敦伸的父親臼田篤伸表示，兒子曾從事運輸工作，自2011年福島第一核電廠事故後積極參與反核運動。他亦曾嘗試參選2009的眾議院選舉，但因為無法交出選舉保證金而被拒絕參選。之後他為了對日本政府就選舉保證金制度提出訴訟，自學法律，並獲得行政書士資格。父親認為兒子的犯案動機「可能是因為對自公聯合政府的核政策積怨已久」。首相石破茂則對此回應「民主主義決不能屈服於暴力」，並強調會努力維護國民的安全和安心。

### 中國外交官干政
中華人民共和國駐大阪總領事薛剑在選舉時替令和新選組拉票，還警告松原仁、和田有一朗等議員不得和台灣往來，並「理解並支持中國人民反台獨、致力於國家統一的正義事業，以實際行動維護中日關係大局。」他此舉涉嫌違反維也納外交關係公約中不得干政的規定。松原仁表示，薛剑的行為不可接受，應被視為不受歡迎人物並驱逐出境。

### 民意調查相關
1. ↑  淺灰色表示因捲入政治獻金醜聞而與自民黨斷絕關係的獨立競選議員。
2. ↑  包括12名獨立議員
3. ↑  自民黨支持的獨立候選人：5 (5+0)
4. ↑  其他政黨：3 (1+2)；獨立候選人：14 (14+0)
5. ↑  日本保守黨：2 (1+1)；獨立候選人：14 (14+0)
6. ↑  自民黨支持的獨立候選人：5 (5+0)
7. ↑  日本保守黨：4 (1+3)；獨立候選人：5 (5+0)
8. ↑  日本保守黨：1 (0+1)；獨立候選人：7 (7+0)
9. ↑  日本保守黨：2 (1+1)；獨立候選人：11 (11+0)
10. ↑  日本保守黨：1 (0+1)；獨立候選人：7 (7+0)
11. ↑  實現教育無償化之會: 1 (1+0); 獨立候選人: 11 (11+0)
12. ↑  實現教育無償化之會：1 (1+0)；日本保守黨：2 (0+2)；獨立候選人：5 (5+0)
13. ↑  實現教育無償化之會：3 (1+2)；獨立候選人：6 (6+0)
14. ↑  有3名是因政治獻金醜聞脫離自由民主黨的無黨籍

### 議員相關
- 自民党相關

1. 1 2  因自由民主黨政治資金醜聞而以無黨籍參選，但獲自民黨支黨部推薦。

- 公明党相關

1. ↑  因自由民主黨政治資金醜聞以無黨籍參選，但獲得公明黨推薦。

- 立憲民主党相關

- 国民民主党相關

- 日本維新会相關

- 日本保守黨相關

1. ↑  根據日本法律，政治團體要升格成為政黨，須在眾議院至少有5名議員，或在上屆眾議院總選舉／上屆或上上屆參議院通常選舉中獲得至少2%的選票。[83]保守黨在是次選舉中的得票率為2.1%，達到後者要求。[84]

- 無所属相關

1. ↑  此處不包括12位以無黨籍身份當選的候選人。部分競選連任的議員，在本次選舉為不被所屬政黨提名的「非公認議員」。
2. ↑  無所屬出馬，國民民主黨大分縣連支持。

- 議員辞職相關

## 外部鏈結
- 令和6年10月27日執行　眾議院議員總選舉、最高裁判所裁判官國民審査　速報資料 - 日本總務省 （日語）